# 黑齿牡蛎
黑齿牡蛎（学名：Saccostrea scyphophilla），又名咬齿牡蛎（学名：Ostrea mordax），为牡蛎科囊牡蛎属的物種。

## 分佈
分布于日本、马尔加什、新喀里多尼亚、中国大陆的广东、海南等地、香港、越南及台湾，生活环境为海水，一般生活于潮间带的岩石上。该物种的模式产地在南太平洋非支群岛。

## 外部連結
- 維基物種上的相關：黑齿牡蛎